# Liste deutscher Abkürzungen für Musikinstrumente
Dies ist eine Liste deutscher Abkürzungen für Musikinstrumente. Aufgenommen wurden neben gebräuchlichen Abkürzungen bzw. Kürzeln für Musikinstrumente, Vokalstimmen usw. auch einige weitere aus den Partituren bzw. dem Musikbereich. Der Schwerpunkt der Liste liegt auf im Deutschen üblichen Begriffen. Zu einer verstärkt international ausgerichteten Übersicht siehe unter Abkürzungen/Musikinstrumente. Die folgende Liste ist weit gefasst. Sie erhebt keinen Anspruch auf Aktualität oder Vollständigkeit.

### A
- A = Alt
- ad lib. = ad libitum
- AFl = Altflöte
- AHr = Althorn
- AOb = Altoboe
- APos = Altposaune
- ATrp = Alttrompete

### B
- B = Bass
- Bal = Balalaika
- Bar = Bariton
- Baryt = Baryton
- BC = Basso continuo
- Bck = Becken
- BFl = Bassflöte
- BHr = Basshorn
- BKlar = Bassklarinette
- Bl. = Blatt
- BlFl. = Blockflöte
- BPos = Bassposaune
- BTb = Basstuba
- BTrp = Basstrompete
- Buc = Buccina

### C
- Cel = Celesta
- Cemb = Cembalo
- Ch = Chor
- Cym = Cymbal

### E
- EGit = Elektrogitarre
- EH = Englischhorn
- enth. = enthält

### F
- Fg = Fagott
- Fl = Flöte (Querflöte)
- Flex = Flexaton
- Flhr = Flügelhorn
- FrCh Frauenchor

### G
- GA = Gesamtausgabe
- gemCh = gemischter Chor
- Git = Gitarre
- Gl = Glocken
- Glöck = Glöckchen
- Glsp = Glockenspiel
- GrTr = Große Trommel
- GW = Gesammelte Werke

### H
- Harm = Harmonium
- Hck = Heckelphon
- Hf = Harfe
- Hr = Horn / Waldhorn
- Hrf = Harfe
- hs. = handschriftlich

### K
- Kast = Kastagnetten
- Kb = Kontrabass
- KbKlar = Kontrabassklarinette
- KbTb = Kontrabasstuba
- KFg = Kontrafagott
- Klav = Klavier
- KlA = Klavierauszug
- Klar = Klarinette
- Kl 4hdg = Klavier 4-händig
- KlTr = Kleine Trommel
- Kor = Kornett (cornet à piston)

### L
- Lt = Laute

### M
- Mand = Mandoline
- Mar = Marimbaphon
- MCh = Männerchor
- MD = Musikdruck
- Mez = Mezzosopran
- MM = Musikmanuskript
- MS = Manuskript
- MTr = Militärtrommel

### O
- Ob = Oboe
- op. = Opus
- Oph = Ophikleide
- Orch = Orchester
- Org = Orgel

### P
- Part = Partitur
- Picc = Piccoloflöte
- PiccKlar = Piccoloklarinette
- PiccTrp = Kleine Trompete
- Pk = Pauke
- Pkn = Pauken
- Pos = Posaune

### R
- R = Rute
- Rtr = Rührtrommel

### S
- S = Sopran
- S. = Seite
- Sax = Saxophon
- Sch = Schellen
- Schlgz = Schlagzeug
- SFl = Sopranflöte
- Singst = Singstimme
- Slzg = Schlagzeug
- SSax = Sopransaxophon
- Str = Streicher

### T
- T = Tenor
- TA = Tonaufzeichnung
- Tamb = Tamburin
- Tb = Tuba
- THr = Tenorhorn
- Trp = Trompete
- TPos = Tenorposaune
- Tr = Trommel
- Trgl = Triangel
- Trp = Trompete
- TS = Typoskript
- TSax = Tenorsaxophon
- Tt = Tamtam
- TTb = Tenortuba

### V
- Va = Viola
- Vc = Violoncello
- Vib = Vibraphon
- Vl = Violine

### X
- Xyl = Xylophon

Siehe auch:
- Abkürzungen/Musikinstrumente (international ausgerichtet)
- Kurzschrift Orchesterbesetzung